# Integrity-Due-Diligence-Prüfung
Eine Integrity-Due-Diligence-Prüfung, entsprechend dem englischen Rechts- und Geschäftsjargon oft verkürzt zu Integritäts-Due-Diligence (auch Integrity-Due-Diligence, Reputational-Due-Diligence, Compliance-Due-Diligence oder Third-Party-Due-Diligence genannt), ist eine sorgfältige Prüfung von tatsächlichen oder potentiellen Geschäftspartnern einer Firma im Hinblick auf das Risiko, dass diese Partner illegale oder unseriöse Geschäftspraktiken betreiben – insbesondere Korruption.
Im internationalen und deutschen Schrifttum hat sich die Abkürzung IDD durchgesetzt.

## Risiko
Geschäftsverbindungen mit unseriösen Geschäftspartnern können Kosten im Zusammenhang mit Untersuchungen durch Behörden, Geldstrafen, Ausschluss von öffentlichen Aufträgen und Reputationsschäden zur Folge haben. Aufgrund der internationalen Tätigkeit vieler Firmen sind hierbei nicht nur die am Hauptsitz einer Firma gültigen Rechtsnormen maßgeblich.

## Ziele
Eine Due-Diligence-Prüfung im Hinblick auf die Integrität eines Geschäftspartners ist also einerseits eine Maßnahme, die helfen soll Compliance mit Rechtsnormen sicherzustellen.
Andererseits ist die Integritäts Due Diligence auch als Maßnahme zur Vermögenssicherung zu verstehen, da der gute Ruf der Firma – ein immaterieller Wert – erhalten werden soll.

## Methodik
Obgleich es sicherlich keine allgemeingültige oder genormte Methodik für die Integritäts Due Diligence gibt, kann man doch zwischen zwei Arten der Untersuchung unterscheiden:
Bei einer Untersuchung von Open Sources handelt es sich um das Beschaffen von Informationen über die Zielperson oder das Zielunternehmen aus öffentlich verfügbaren Quellen, die entweder kostenlos oder gegen Bezahlung angeboten werden. Hierzu zählen z. B. Webseiten, Zeitungen, oder Handelsregisterauszüge, aber auch kostenpflichtige Datenbanken, wie Factiva, LexisNexis oder Datastar.
Oft werden Informationen aus Open Sources mit Informationsgewinnung von menschlichen Quellen (sog. Human Intelligence) kombiniert. Bei dieser Art der Untersuchung werden Personen befragt, die dem zu untersuchenden Unternehmen oder der zu untersuchenden Person nahestehen, oder die aufgrund ihres Berufes oder ihrer Kontakte (z. B. Journalist, Rechtsanwalt o. Ä.) etwas zu dem Ziel wissen. Die Befragung dieser Quellen kann sowohl offen, als auch verdeckt erfolgen.
Unabhängig von der Art der Untersuchung werden normalerweise folgende Interessenpunkte abgedeckt: Überprüfung der Handelsregisterinformationen; Medien- und Internetrecherche; Klärung der Eigentumsverhältnisse; Überprüfung der Reputation; Hinweise auf Korruption, Bestechung, Betrug, kriminelle Aktivitäten etc.; Hinweise auf Kontakte oder Verbindungen zu Regierungsbeamten oder Politikern und Anzeichen dafür, dass diese Beziehungen missbräuchlich verwendet wurden.

## Gesetzlicher Zwang zur Integritäts Due Diligence

### Vereinigtes Königreich
Der Bribery Act 2010 des Vereinigten Königreichs von Großbritannien und Nordirland vom 8. April 2010 – das britische Anti-Korruptionsgesetz – stellt in Artikel 7 nicht nur direkte Korruption unter Strafe, sondern auch die Unterlassung einer sorgfältigen Prüfung von Geschäftspartnern. Es soll sichergestellt werden, dass auch die Geschäftspartner keine Korruption begehen. Hintergrund ist wohl die Erfahrung, dass oftmals Vertretungen für die schmutzige Arbeit in Märkten eingesetzt werden, in denen lukrative Geschäfte ohne Bestechung nicht möglich sind.
Die von Unternehmen geforderten Maßnahmen werden in einer eigenen Wegleitung beschrieben. In Regel 4 dieser Wegleitung wird die Integritäts Due Diligence gefordert.

### Vereinigte Staaten
In den Vereinigten Staaten von Amerika regelt der Foreign Corrupt Practices Act – das amerikanische Anti-Korruptionsgesetz für Geschäfte im Ausland – die Verpflichtung der Unternehmen Integritäts Due Diligence Prüfungen durchzuführen und zu dokumentieren.
Auch hier gibt es eine Wegleitung, die die Verpflichtungen der Unternehmen genauer beschreibt.

## Indirekte Verpflichtung zur Integritäts Due Diligence

### Globaler Pakt der Vereinten Nationen
Der United Nations Global Compact enthält als 10. Prinzip die Bekämpfung der Korruption in allen Spielarten und unter den Instrumenten zu deren Bekämpfung wird auch die Due Diligence aufgezählt.
Mit diesem Pakt wurde ein Standard geschaffen, der gegebenenfalls von Gerichten bei der Interpretation der Sorgfaltspflichten des Managements hinzugezogen werden könnte.

### Partnering Against Corruption Initiative des Weltwirtschaftsforums
Die Partnering Against Corruption Initiative (PACI) des Weltwirtschaftsforums setzte 2011 eine Arbeitsgruppe ein, die sich mit der Erstellung eines Third Party Due Diligence Handbook befasst.

### Deutschland
In Deutschland gibt es bisher keine gesetzliche Verpflichtung IDD durchzuführen. Durch die Verpflichtung der Geschäftsleitung, generell die Compliance für ihr Unternehmen sicherzustellen, bestehen jedoch Haftungsrisiken durch Organisationsverschulden, wenn mögliche und zumutbare Vorkehrungen unterlassen werden – IDD kann diese Risiken mindern. Ein fester Maßstab für die Sorgfaltspflichten der Geschäftsführung besteht nicht – diese müssen ja auch beständig den Veränderungen des Wirtschaftslebens angepasst werden. Richtlinien internationaler Organisationen können zur Konkretisierung der Sorgfaltspflichten aber herangezogen werden. Bei einem völligen Verzicht auf IDD Aktivitäten riskiert das Management, dass bei Fehlentscheidungen die Organhaftung wirksam wird und nicht durch die Business Judgement Rule eingeschränkt wird.

## Verwendung der IDD in einem Unternehmen
Methodisch kann die Einführung von IDD unterschiedlich erfolgen, wobei man aufgrund der Vielzahl von Geschäftspartnern um eine Klassifizierung und die Konzentration auf potentiell kritische Gruppen von Geschäftspartnern nicht umhinkommt. Da der ursprüngliche Hauptzweck der IDD die Korruptionsbekämpfung ist, sollte der Korruptionswahrnehmungsindex (englisch: Corruption Perceptions Index, abgekürzt CPI, kurz auch Korruptionsindex) zur räumlichen Bestimmung der näher zu betrachtenden Geschäftspartner hinzugezogen werden. Im Hinblick auf die Funktion der Geschäftspartner stehen Handelsvertreter im Vordergrund, da deren Tätigkeit sehr eng mit dem Namen der Firma verbunden wird für die sie tätig sind.
Mit einer Matrix mit dem Korruptionsindex und der Funktion des Geschäftspartners lassen sich Gruppen von Geschäftspartnern definieren für die dann noch die zu erhebenden Informationen, die Recherchetiefe und die für die Recherche zuständige Organisation (eigene Mitarbeiter; fremde Dienstleister) zu definieren sind.
Bei der Ausgestaltung ist jeweils eine der Unternehmensgröße und dem Risiko angemessene Form zu finden – Überlegungen die auch ein Richter bei der Frage der Einhaltung der Sorgfaltspflicht berücksichtigen wird.

## Praktische Bedeutung
In der Berichterstattung deutscher Konzerne sind in der Regel Hinweise auf deren Maßnahmen zur Sicherstellung der Compliance zu finden.
„2011 haben wir das Verfahren zur Identifizierung und Beseitigung von Integritätsrisiken gegenüber Geschäftspartnern (Compliance Due Diligence) grundlegend überarbeitet und verbessert.“
Für eine Berücksichtigung der IDD in einer zunehmenden Anzahl von Unternehmen spricht, dass neben den großen Wirtschaftsprüfungsunternehmen inzwischen auch eine Anzahl auf IDD und IDD Konzepte spezialisierter Beratungsfirmen ihre Dienste anbieten.